# Vinča, Grocka
Vinča (izvirno srbsko Винча) je naselje v Srbiji, ki upravno spada pod Mestno občino Grocka; slednja pa je del Mesta Beograd.

## Demografija
V naselju živi 4536 polnoletnih prebivalcev, pri čemer je njihova povprečna starost 37,7 let (37,0 pri moških in 38,5 pri ženskah). Naselje ima 1831 gospodinjstev, pri čemer je povprečno število članov na gospodinjstvo 3,18.
To naselje je, glede na rezultate popisa iz leta 2002, večinoma srbsko, a v času zadnjih 3 popisov je opazen porast števila prebivalcev.
|  |

| Demografija | Demografija     | Demografija     |
| Leto        | Št. prebivalcev | Št. prebivalcev |
| ----------- | --------------- | --------------- |
|             |                 |                 |
|             |                 |                 |
|             |                 |                 |
|             |                 |                 |
| 1948        | 1767            |                 |
| 1953        | 2047            |                 |
| 1961        | 2247            |                 |
| 1971        | 2280            |                 |
| 1981        | 3653            |                 |
| 1991        | 5213            | 5067            |
| 2002        | 6063            | 5819            |
|             |                 |                 |

| Etnična sestava po popisu iz leta 2002 | Etnična sestava po popisu iz leta 2002 | Etnična sestava po popisu iz leta 2002 | Etnična sestava po popisu iz leta 2002 | Etnična sestava po popisu iz leta 2002 |
| -------------------------------------- | -------------------------------------- | -------------------------------------- | -------------------------------------- | -------------------------------------- |
| Srbi                                   | Srbi                                   |                                        | 5.475                                  | 94,08%                                 |
| Črnogorci                              | Črnogorci                              |                                        | 85                                     | 1,46%                                  |
| Romi                                   | Romi                                   |                                        | 53                                     | 0,91%                                  |
| Jugoslovani                            | Jugoslovani                            |                                        | 35                                     | 0,60%                                  |
| Makedonci                              | Makedonci                              |                                        | 23                                     | 0,39%                                  |
| Hrvati                                 | Hrvati                                 |                                        | 22                                     | 0,37%                                  |
| Madžari                                | Madžari                                |                                        | 14                                     | 0,24%                                  |
| Muslimani                              | Muslimani                              |                                        | 11                                     | 0,18%                                  |
| Bolgari                                | Bolgari                                |                                        | 8                                      | 0,13%                                  |
| Romuni                                 | Romuni                                 |                                        | 3                                      | 0,05%                                  |
| Slovenci                               | Slovenci                               |                                        | 2                                      | 0,03%                                  |
| Nemci                                  | Nemci                                  |                                        | 2                                      | 0,03%                                  |
| Bošnjaki                               | Bošnjaki                               |                                        | 2                                      | 0,03%                                  |
| Albanci                                | Albanci                                |                                        | 2                                      | 0,03%                                  |
| Rusini                                 | Rusini                                 |                                        | 1                                      | 0,01%                                  |
| Rusi                                   | Rusi                                   |                                        | 1                                      | 0,01%                                  |
| Neznano                                | Neznano                                |                                        | 8                                      | 0,13%                                  |